# Războiul de Treizeci de Ani
Războiul de Treizeci de Ani a durat din 1618 până în 1648 și a fost un război purtat sub pretext religios. Cauza principală a fost lupta pentru hegemonie în Europa, în special ambiția Franței, condusă de cardinalul Richelieu, de a se profila pe plan european în detrimentul Imperiului romano-german și puterii Habsburgilor. Astfel, regatul Franței, prin subsidii financiare și sprijin moral, a încurajat și amplificat resentimentele antiimperiale ale principilor protestanți germani. Aceștia, sub conducerea principelui elector Frederic al IV-lea al Palatinatului, au pus pe picioare, în anul 1608, Uniunea Protestantă, în sprijinul căreia au intervenit militar, pe parcursul războiului, Franța, Olanda, Danemarca, Suedia - cu regele Gustav Adolf și Transilvania. De partea cealaltă, principele elector Maximilian I de Bavaria a organizat, în anul 1609, coaliția intitulată Liga Catolică, proimperială.
Războiul a fost declanșat prin incidentul din Praga, când doi reprezentanți ai împăratului și notarul acestora au fost aruncați pe fereastră (defenestrați) de stările cehe nemulțumite. Aceasta a fost scânteia începerii războiului care a urmat. Frederic al V-lea ("Regele de o iarnă"), cel care a fost ales de stările protestante de la Praga ca rege al Boemiei, în ciuda împotrivirii reprezentanților imperiali (care au fost aruncați pe fereastră, dar au supraviețuit), nu s-a putut menține la putere decât până în anul 1620. În Bătălia de la Muntele Alb (Bila Hora), armatele stărilor protestante cehe, aflate sub conducerea lui Frederic al V-lea, au fost înfrânte de trupele imperiale comandate de generalul Johann von Tilly și Wallenstein. Astfel, Frederic al V-lea a fost nevoit să fugă în Olanda, iar împăratul Ferdinand al II-lea și-a impus pretențiile asupra coroanei Boemiei.
Războiul s-a desfășurat, în cea mai mare parte, pe teritoriul Sfântului Imperiu Roman, provocând pagube economice imense. Localități și bunuri materiale au fost distruse, foametea și epidemiile au dus la dispariția aproape totală a populației din regiunile implicate în război. În sudul Germaniei numai o treime din populație a supraviețuit acestui război nimicitor, fiind necesar mai mult de un secol pentru refacerea pierderilor provocate.

## Cauze ale războiului
Reforma protestantă, inițiată în 1517 de Martin Luther, a divizat cea mai mare parte a Europei Occidentale în două tabere: catolici și protestanți. Războiul a început ca un conflict religios, de felul celor din Franța sau din Țările de Jos, numai că a luat proporții internaționale, întinzându-se din Danemarca până în Transilvania. Aceasta a fost cu putință din două motive. Pe de o parte, calviniștii din Cehia, care nu voiau să se lase conduși de germani, formau un grup influent în politica și economia țării lor. Pe de altă parte, a apărut problema Mării Baltice.
În regiunea Balticii, puterea dominantă, la începutul secolului al XVII-lea, era Danemarca, de care Norvegia nu era încă despărțită. Suedia deținea Finlanda și Estonia. Cu forța ei militară, sub conducerea tânărului și viteazului rege Gustav Adolf, a închis, pentru o sută de ani, ieșirea la mare a Rusiei. De asemenea, a redus posesiunile regatului polon de pe o fâșie întinsă a țărmului baltic. Domnia lui Gustav Adolf (1611-1632) a avut drept consecință construirea unui stat puternic, prin reforme legislative și militare, prin stimularea economiei și a culturii, prin dezvoltarea marinei comerciale.
Interese de negoț (comerciale) în bazinul Balticii nu aveau numai statele germane din nord și orașele hanseatice (Hamburg, Lübeck, Danzig - astăzi Gdansk, în Polonia), ci și Anglia, Olanda, chiar și Spania, pentru bogățiile zonei precum grâne, pește, lemn, minereu de fier și aramă etc.

## Desfășurarea conflictelor
| Cronologie  | Cronologie                                                     |
| ----------- | -------------------------------------------------------------- |
| 1517        | Începe Reforma Protestantă.                                    |
| 1546 - 55   | Carol Quintul încearcă să-i reprime pe protestanții germani.   |
| 1555        | Pacea de la Augsburg                                           |
| 1562 - 98   | Războaie religioase în Franța                                  |
| 1568        | Declanșarea revoluției olandeze împotriva Spaniei              |
| 1572        | Noaptea Sfântului Bartolomeu                                   |
| 1588        | Armata spaniolă este înfrântă.                                 |
| 1589        | Henric al IV-lea începe domnia.                                |
| 1598        | Edictul de la Nantes                                           |
| 1618        | Defenestrația de la Praga                                      |
| 1621        | Reluarea războiului olandezo-spaniol                           |
| 1631 - 1632 | Victoriile protestanților suedezi la Breitenfelde și Lützen    |
| 1634        | Asasinarea lui Wallenstein                                     |
| 1635        | Intervenția francezilor în Războiul de 30 de Ani               |
| 1643        | Victoria franceză de la Rocroi pune capăt supremației Spaniei. |
| 1648        | Pacea de la Westphalia                                         |

Începută în 1618, la Praga, prin aruncarea pe fereastră a doi dregători imperiali, revolta Cehiei a fost înăbușită de trupele lui Ferdinand al II-lea. Bătălia de la Muntele Alb (1620) a fost urmată de o represiune sângeroasă, de confiscarea averilor nobilimii, de convertirea cu sila la catolicism. Urmărindu-și planurile de a slăbi puterea împăratului, Anglia, Olanda și Franța s-au străduit, cu bani și diplomație, să provoace în nordul Germaniei, mai întâi, o intervenție daneză. Împăratul Christian al IV-lea este înfrânt de Wallenstein la Dessau și de comandantul belgian Tilly, la Lutter, în 1626 iar apoi de o intervenție suedeză.
Gustav Adolf a murit în lupta de la Lützen (1632). Dar și dușmanul său, Wallenstein, care-și formase o armată de mercenari, va fi ucis din ordinul împăratului. Ca și Mihai Viteazul, Wallenstein a căzut victimă Habsburgilor, ostili oricărei politici independente în zona pe care o dominau. Din 1635 intra în luptă și Franța, care-i avea ca adversari pe spanioli (atât în sud, cât și în nord, în Flandra). Ea trimitea trupe în Germania, dar și ajutoare bănești în Portugalia și Catalonia, alimentând, astfel, focare de revoltă împotriva Spaniei.

## Participarea la război a românilor din Vlahia Moravă
Din cauza ostilității Imperiului Habsburgic față de protestanții cehi, românii din Moravia au luptat alături de cehi împotriva Imperiului în războiul de 30 de ani. Au luptat în acel timp alături de danezii și suedezii protestanți având centrul rezistenței la Vsetín în Vlahia Moravă. Generalul Wallenstein a condus cele mai multe acțiuni militare împotriva acestor români. Imperialii au reușind să-i înfrângă în 1644. După această dată, imperialii au executat sute de români și au ars Vsetín-ul și satele considerate dușmane. Tot imperialii au forțat românii din Moravia să treacă la catolicism.

## Încheierea războiului de 30 de ani
Războiului de 30 de ani i-a fost pus capăt prin pacea din Westfalia. Acest document a marcat începutul sistemului statal european bazat pe state naționale. Cu toate acestea, Sfântul Imperiu Roman a continuat să existe (până în 1806), însă cu puteri mult slăbite față de perioada medievală.

## Urmările Războiului de Treizeci de Ani

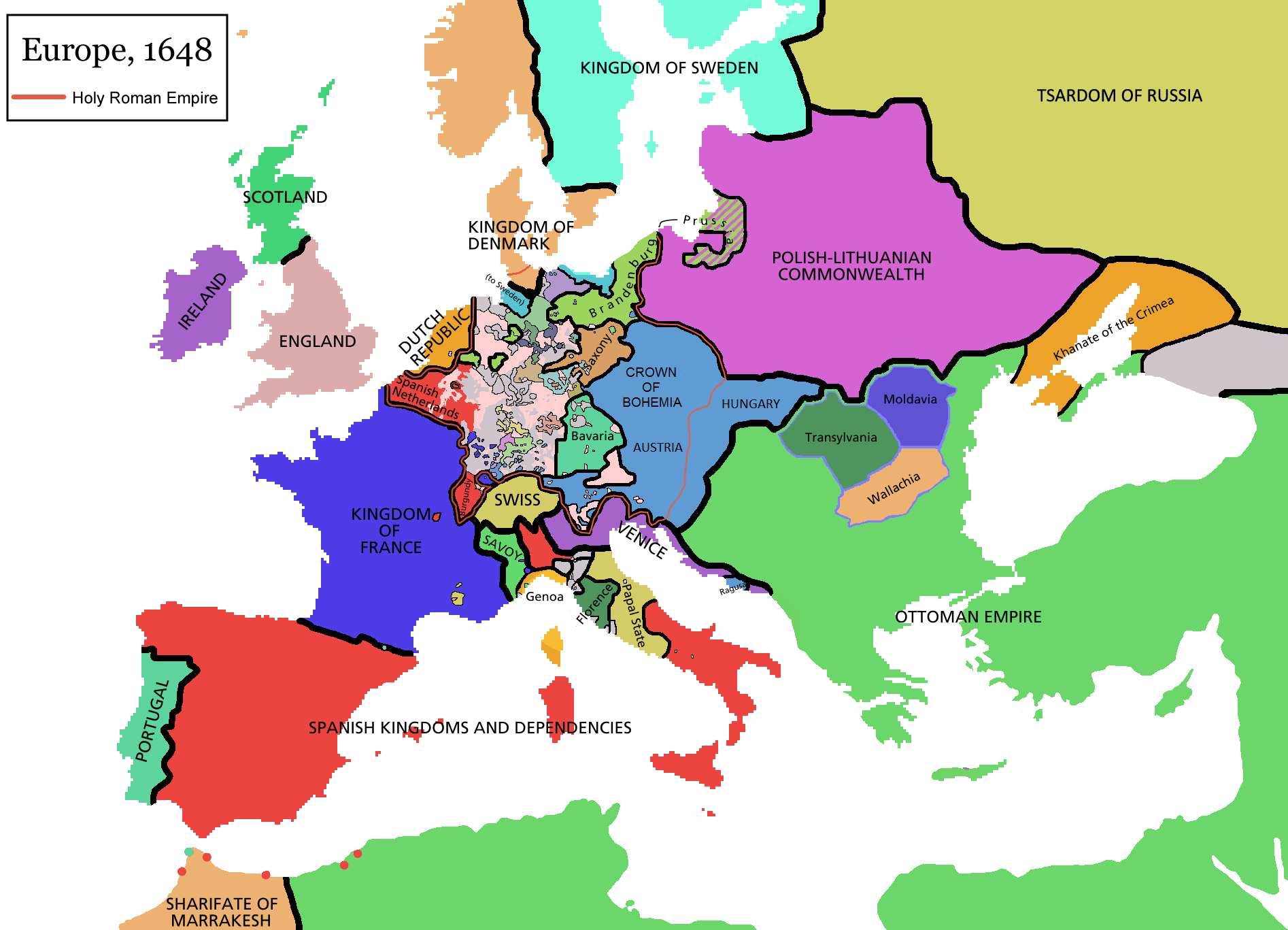
Europa dupǎ Pacea Westfalică

În Germania, formarea națiunii a întârziat față de alte părți ale apusului Europei, deoarece existau vreo 400-500 de state (stătulețe) mari și mici, adeseori foarte mici. Această fărâmițare politică a fost statornicită de către „păcile din Westfalia”, prin care războiul a luat sfârșit în 1648. A fost slăbită autoritatea Imperiului asupra micilor state care, încă din Evul Mediu, aveau tradiții și instituții proprii. Dinastia din care de două sute de ani se alegeau împărații, Habsburgii, fiind împiedicată să dea Germaniei forma unei monarhii absolute, a manifestat această tendință numai în Austria și în celelalte provincii unde domnea direct. De atunci, a început să se despartă istoria austriacă de cea a Germaniei, unde protestanții au primit libertatea religioasă pentru care luptaseră. În schimb, acolo unde Habsburgii erau stăpâni, s-a impus, în continuare, catolicismul cel mai intolerant.
Opera distrugătoare a războiului a adus Germaniei îndelungate suferințe și i-a schimbat, parțial, harta politică. A asigurat cultelor protestante libertatea pe care Habsburgii le-o refuzau, dar a stors de vlagă țara și a creat trei poli de concentrare a forțelor pentru viitor: Austria, Bavaria și Brandenburg-Prusia.

## Galerie

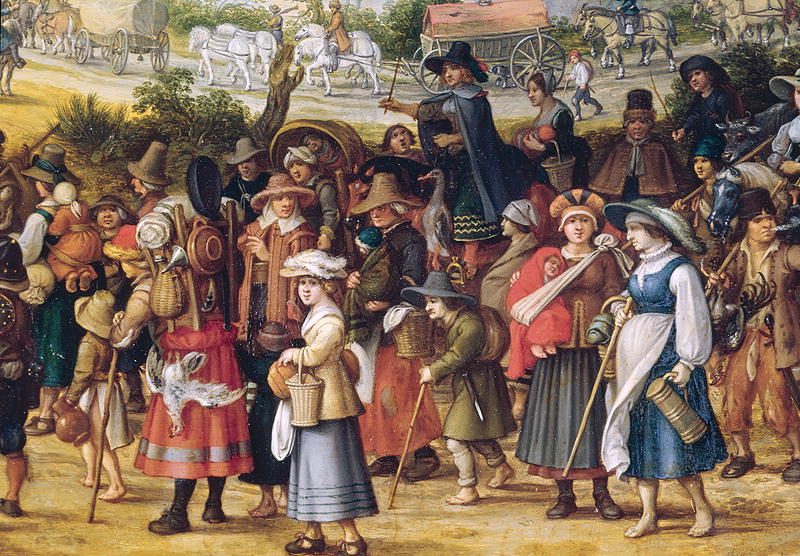
Scene de război, de Sebastian Vrancx
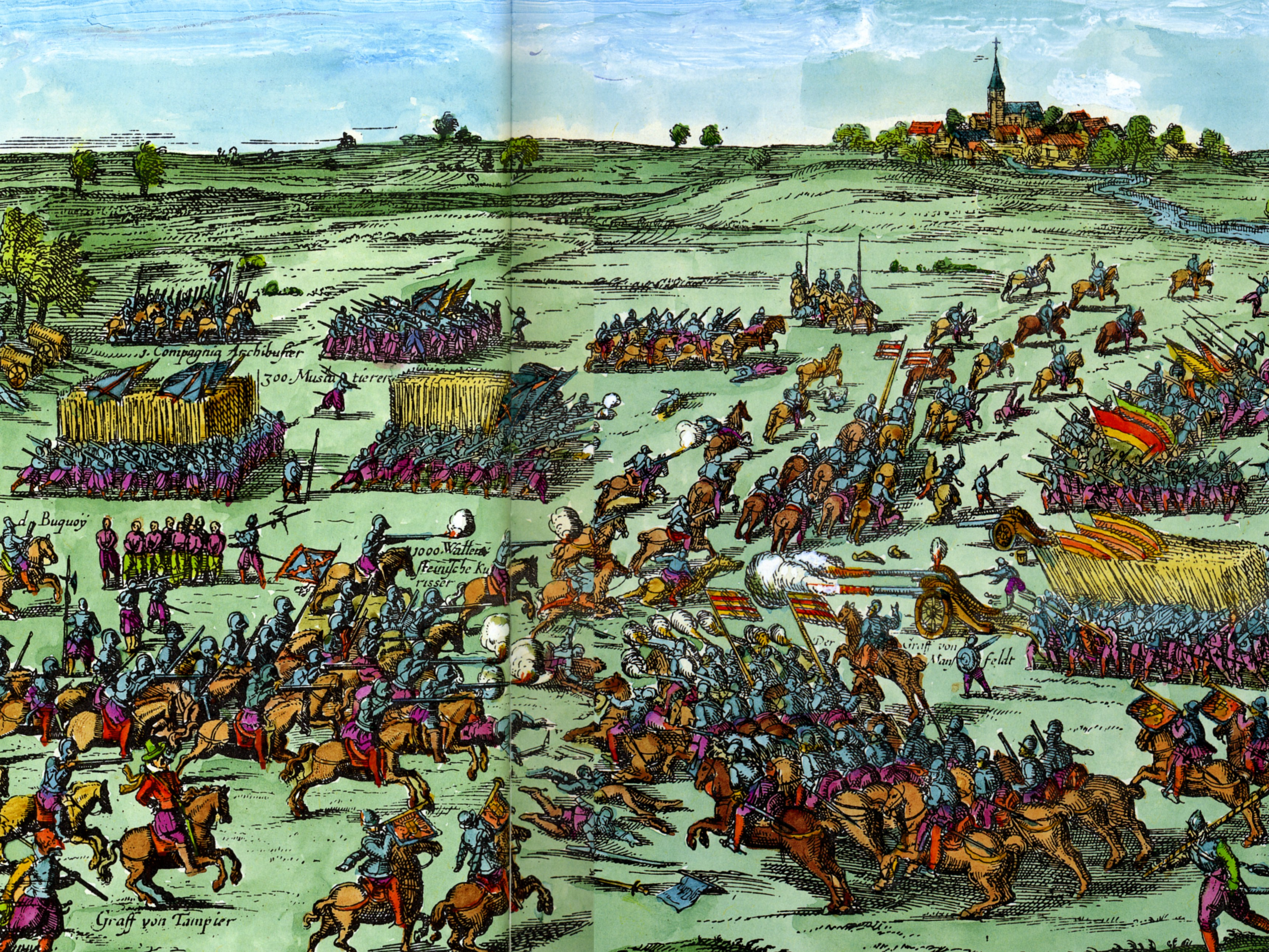
Bătălia de la Sablat, 10 iunie 1619
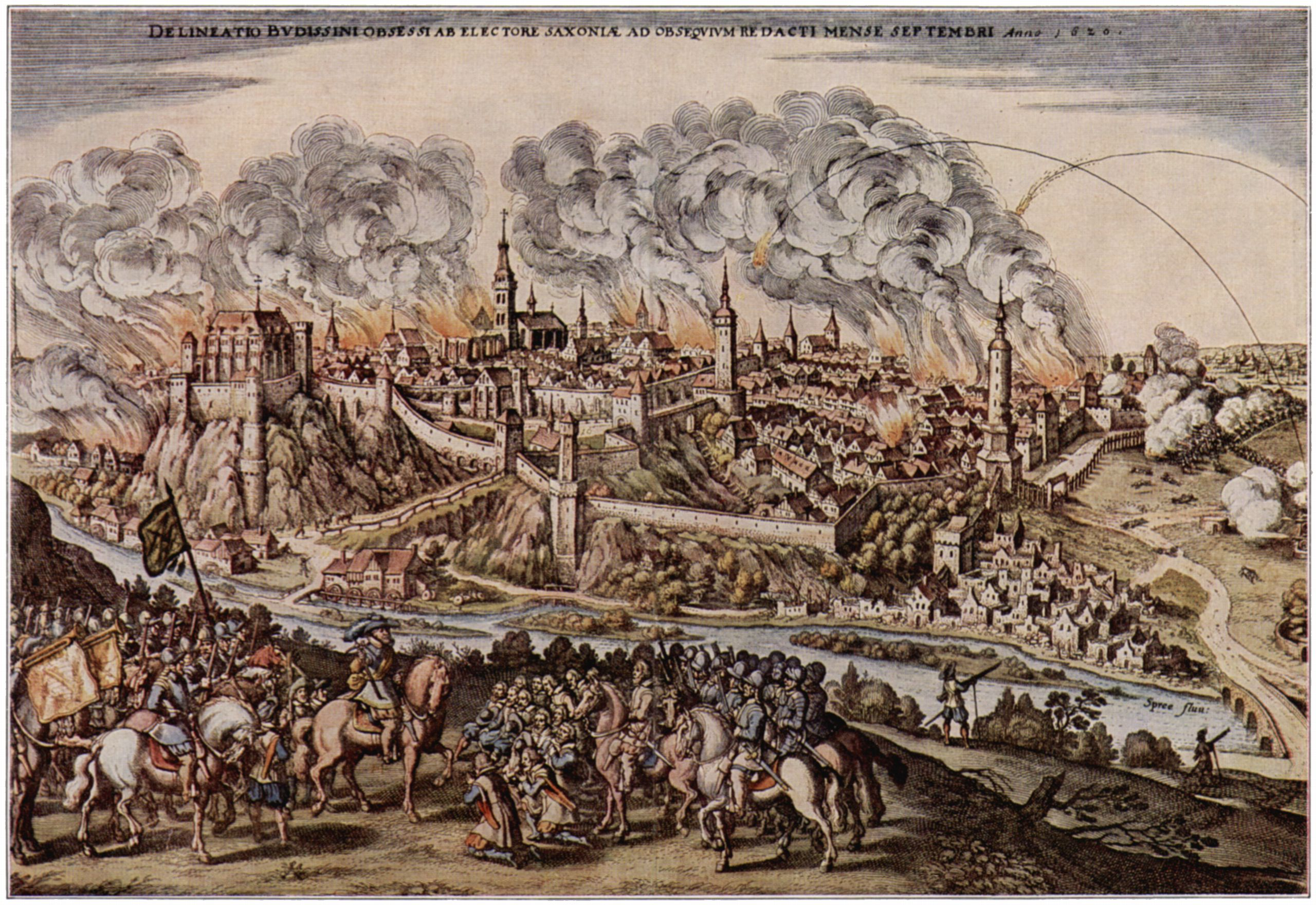
Bautzen cca. 1620, de Matthäus Merian
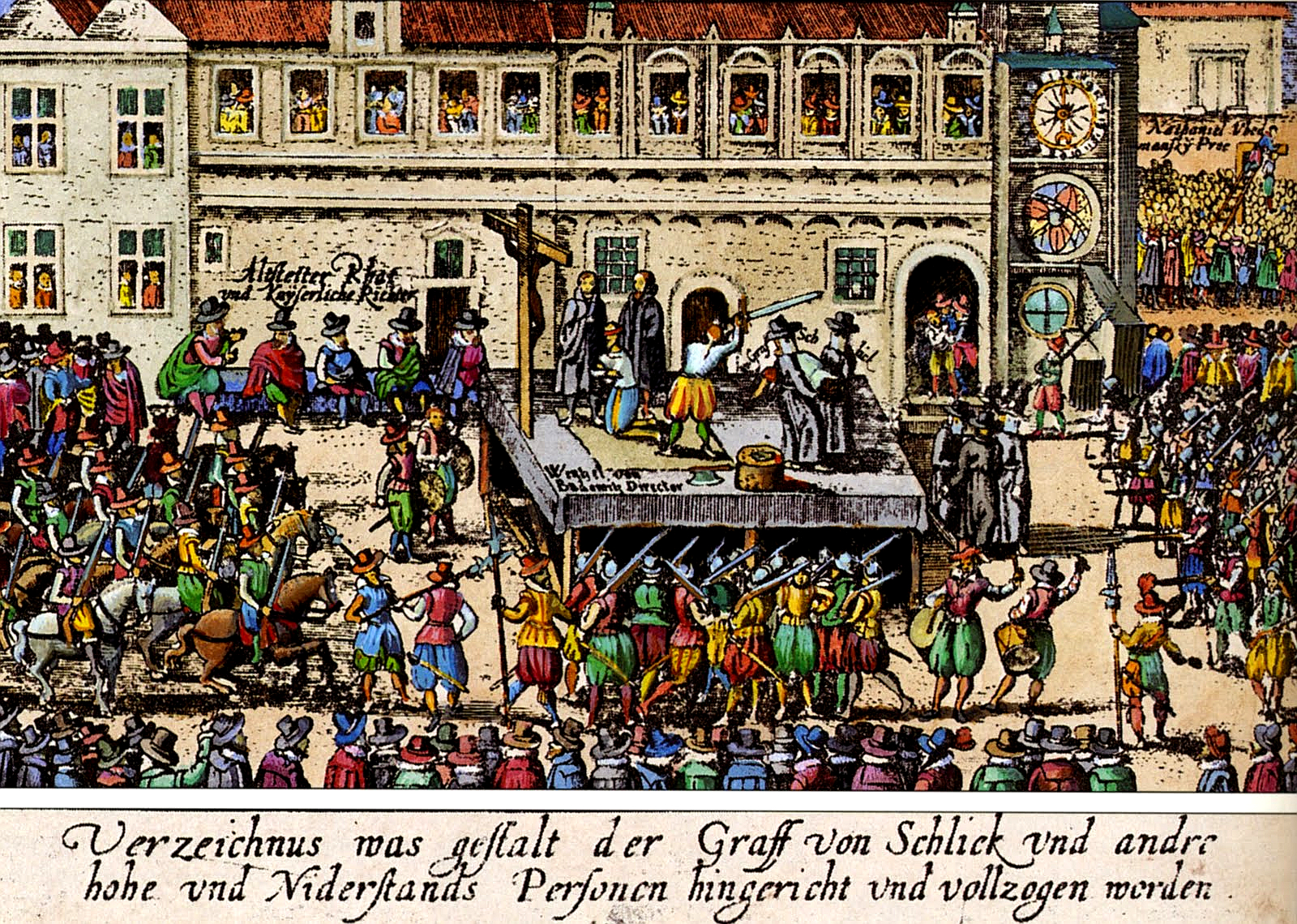
Execuția a 27 de lideri rebeli boemieni, Praga, 21 iunie 1621
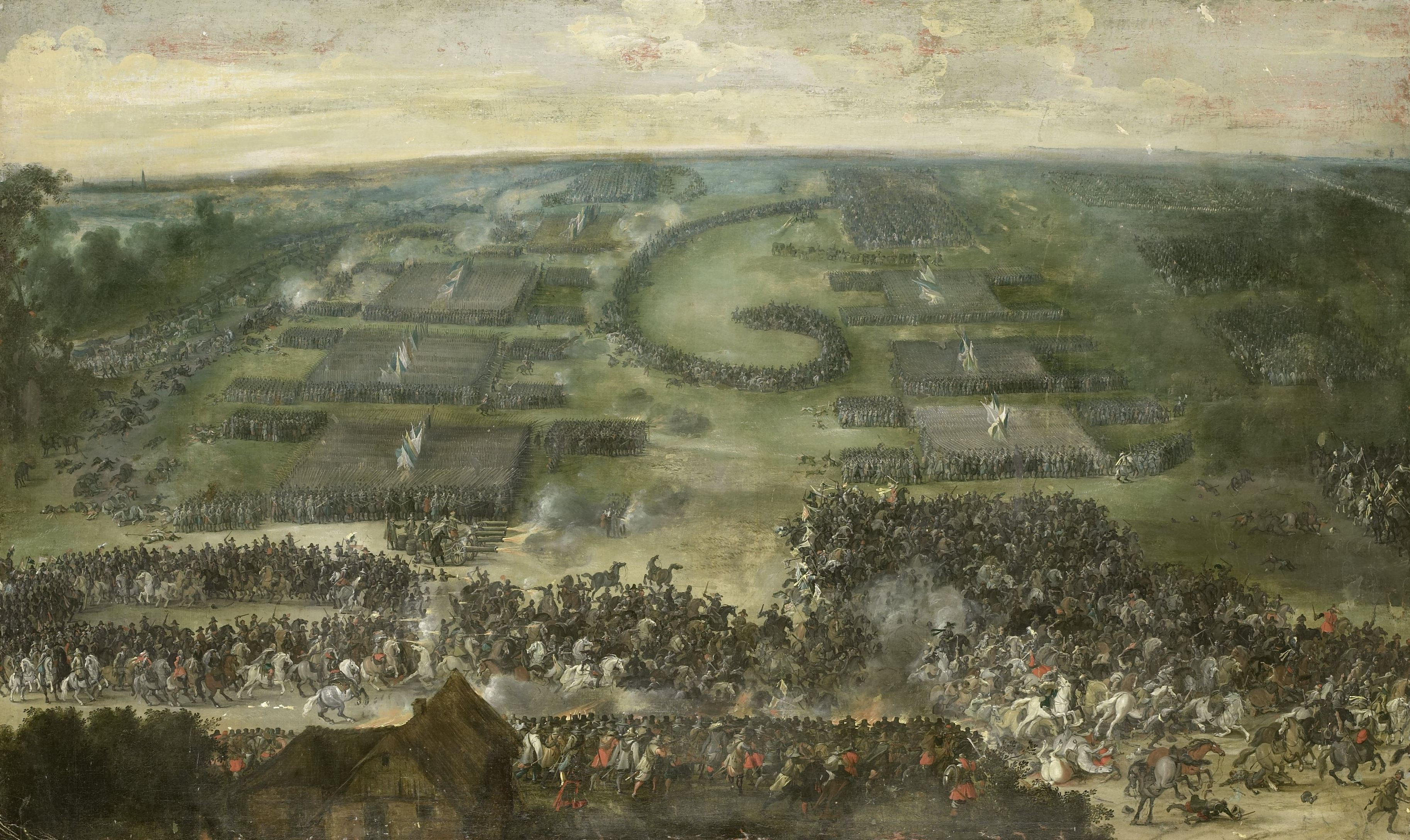
Bătălia de la Wimpfen, 6 mai 1622
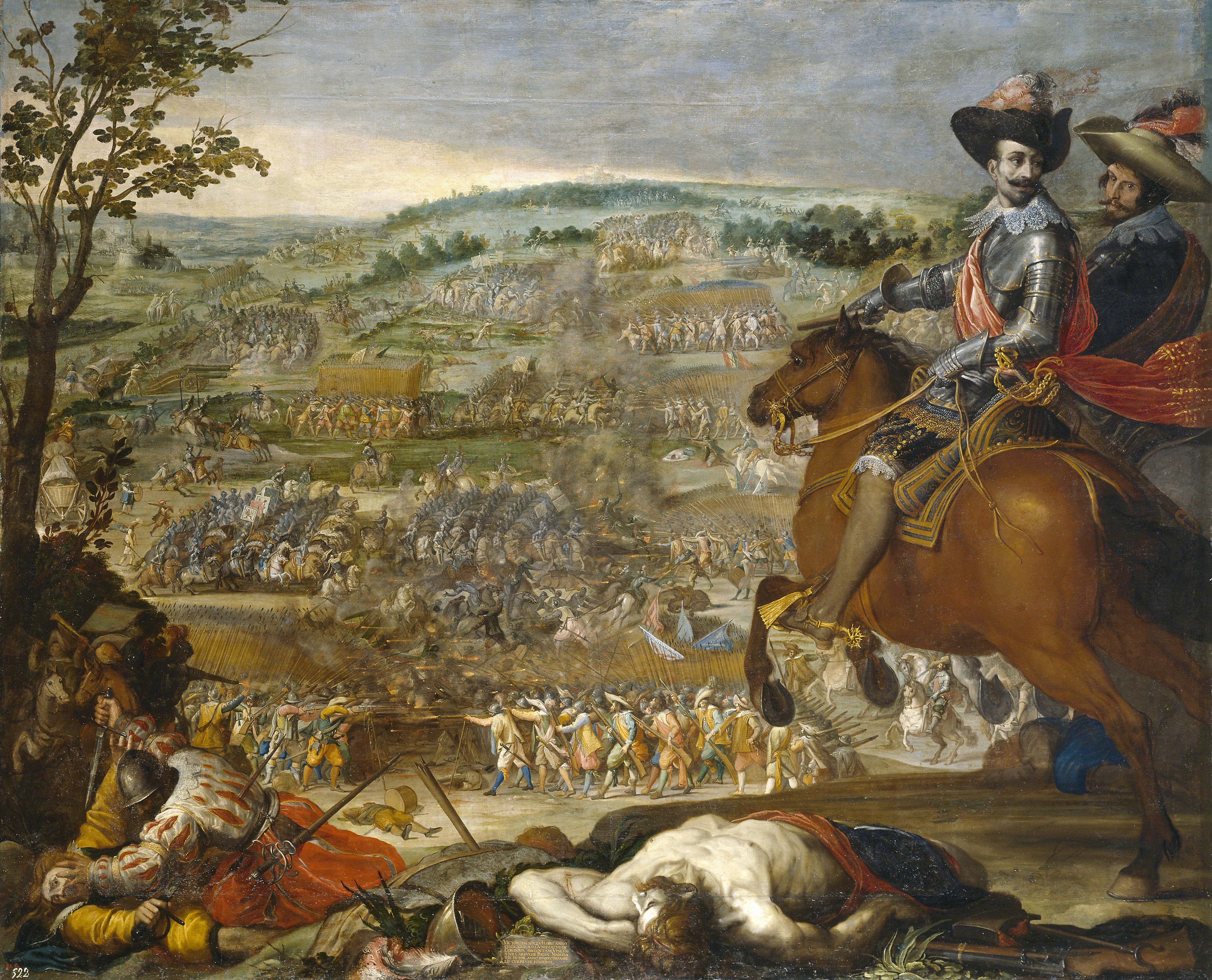
Bătălia de la Fleurus, 29 august 1622
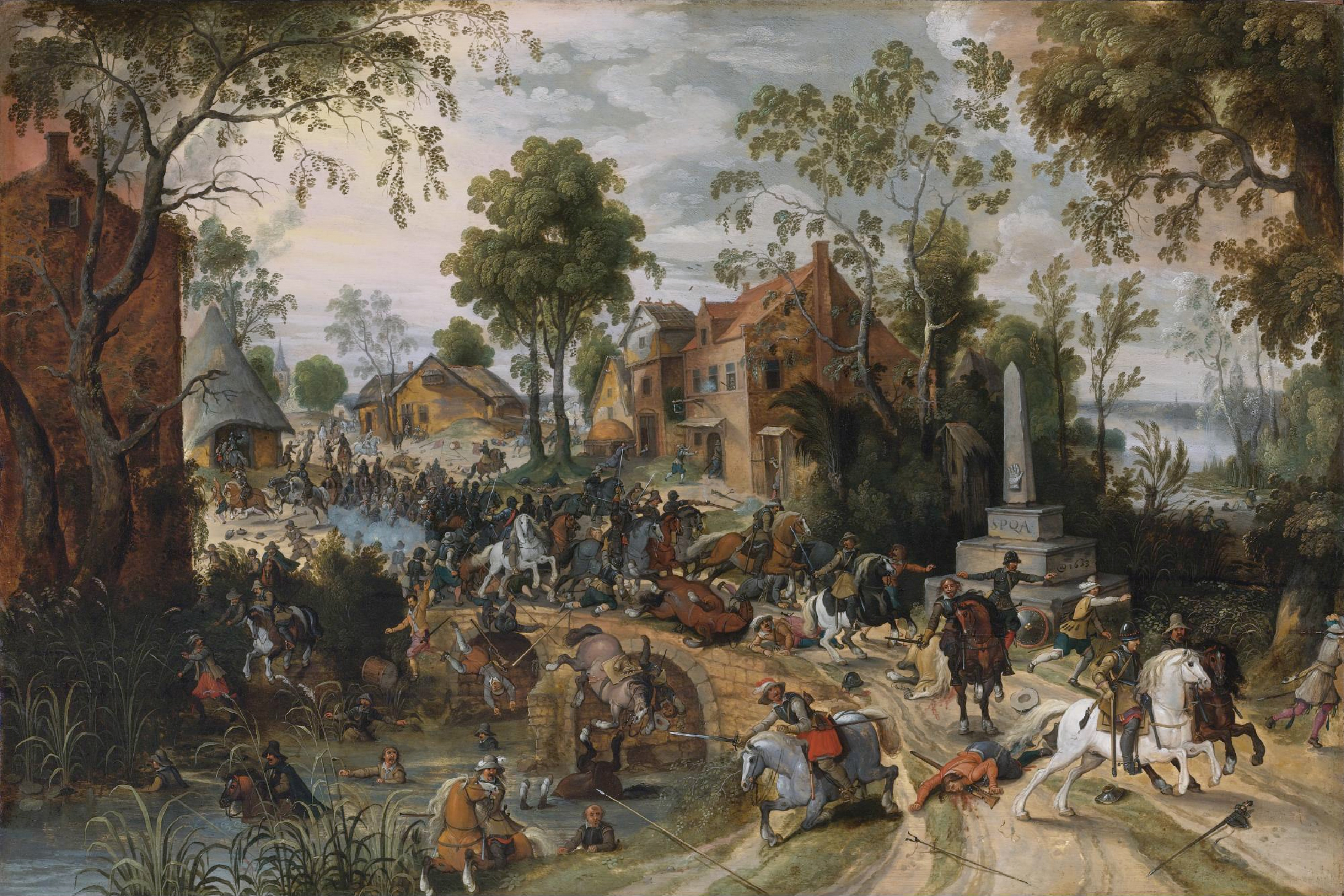
Bătălia de la Stadtlohn, 6 august 1623
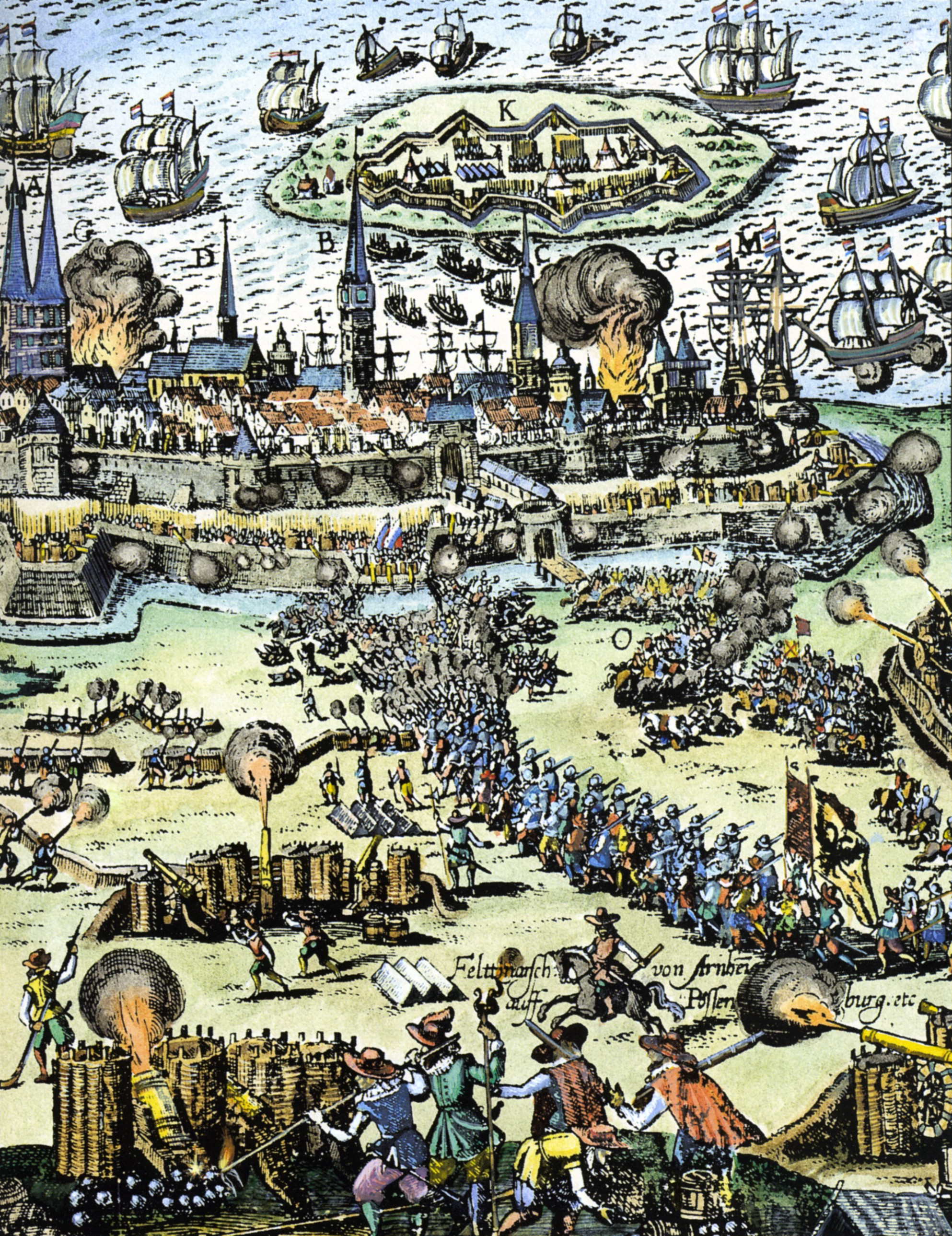
Asediul Stralsund-ului, mai - 4 august 1628
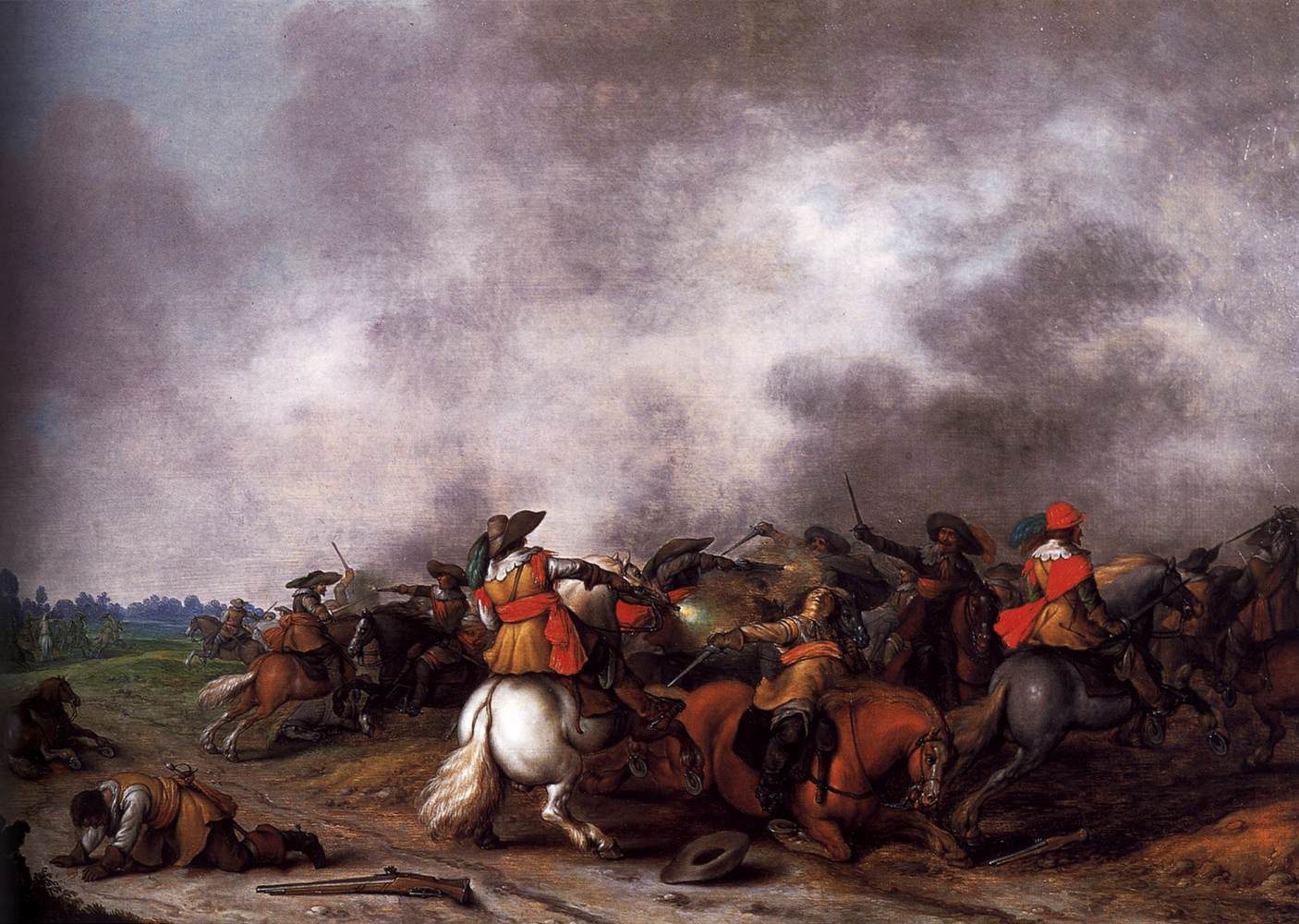
O bătălie cavaleristă, între 1626 și 1628
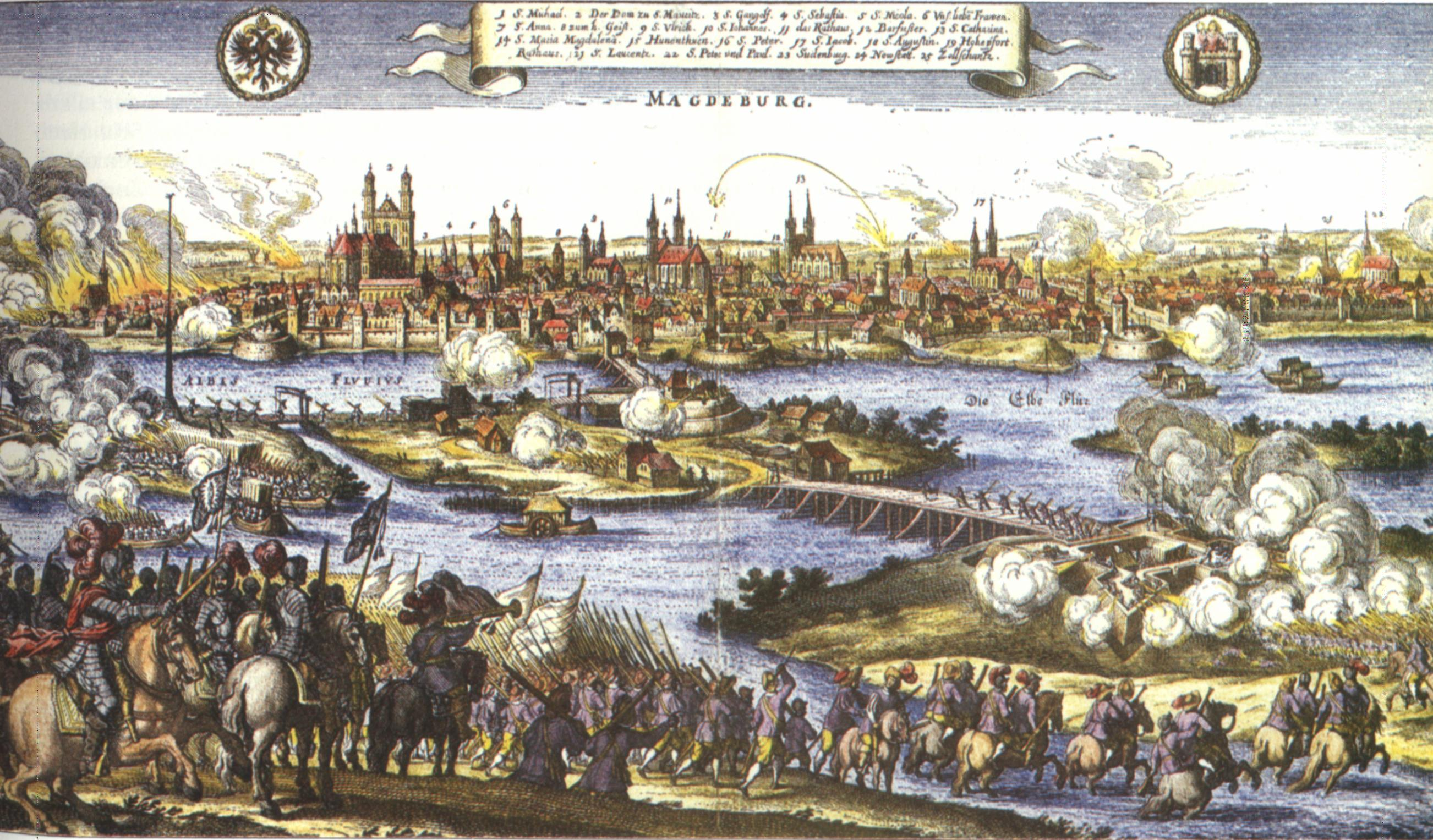
Jefuirea Magdeburg-ului, 1631. Din 30,000 de locuitori, doar 5,000 au supraviețuit.
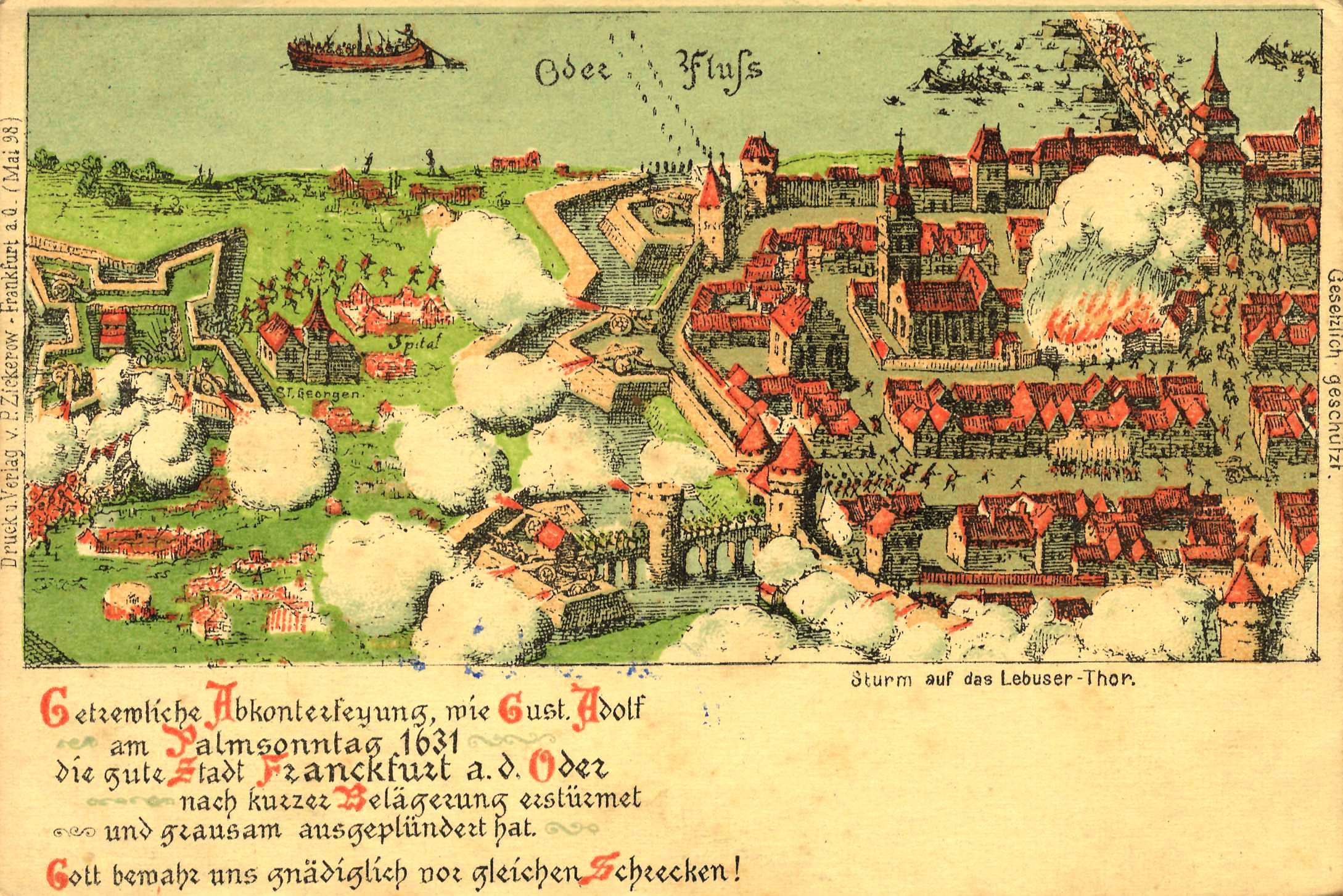
Bătălia de la Frankfurt pe Odra, aprilie 1631
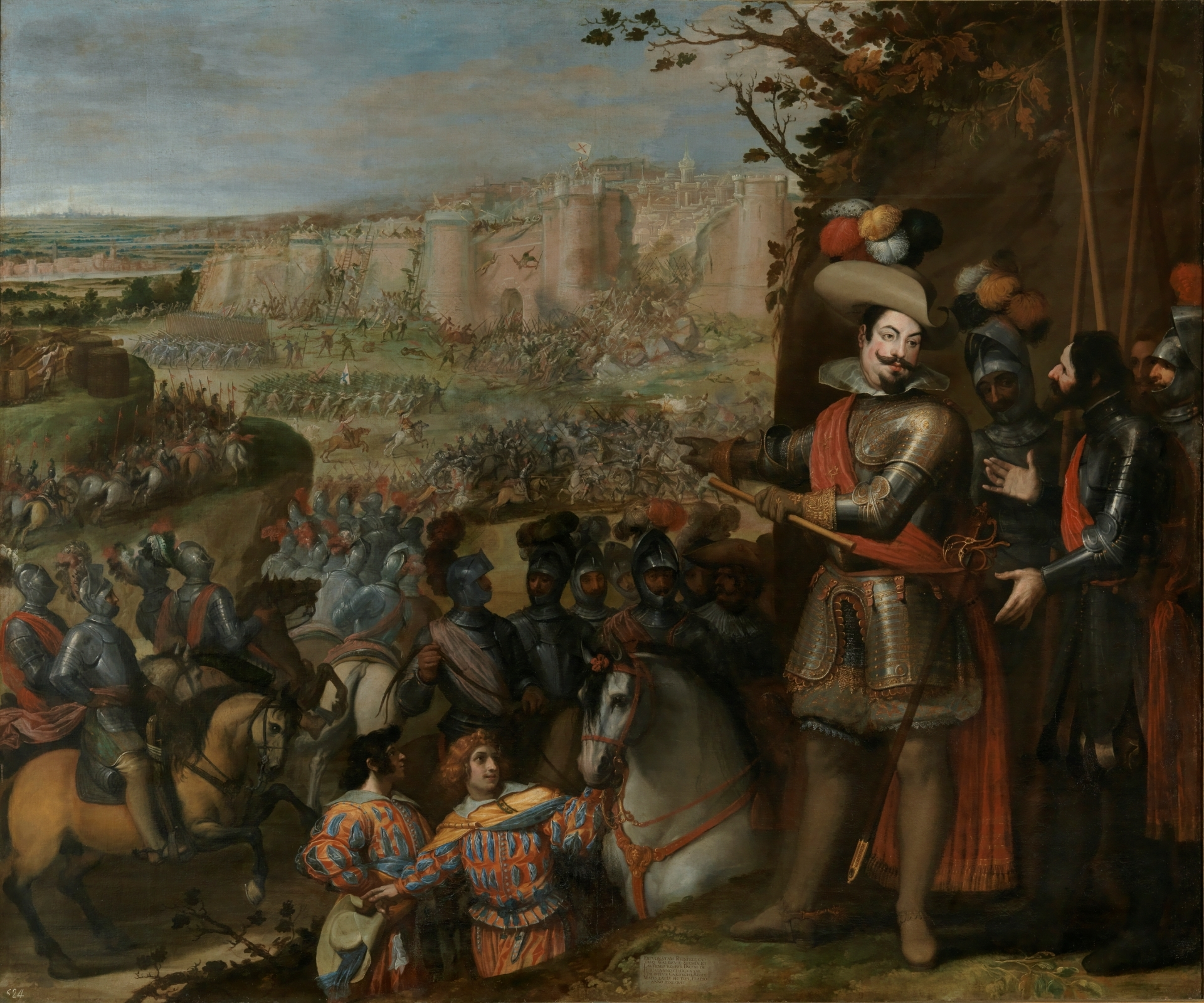
capturarea cetății Rheinfelden de către trupele lui Gómez Suárez de Figueroa y Córdoba, 1633
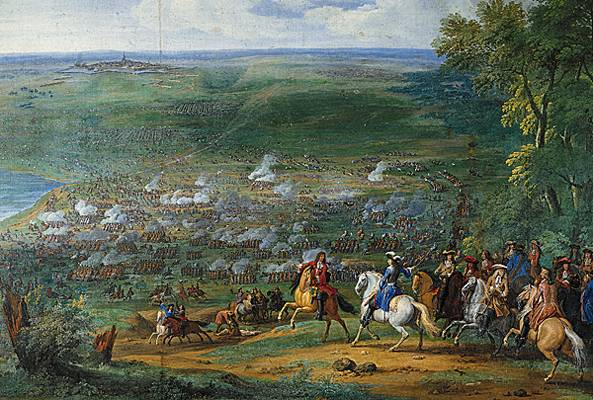
Bătălia de la Rocroi, 1643
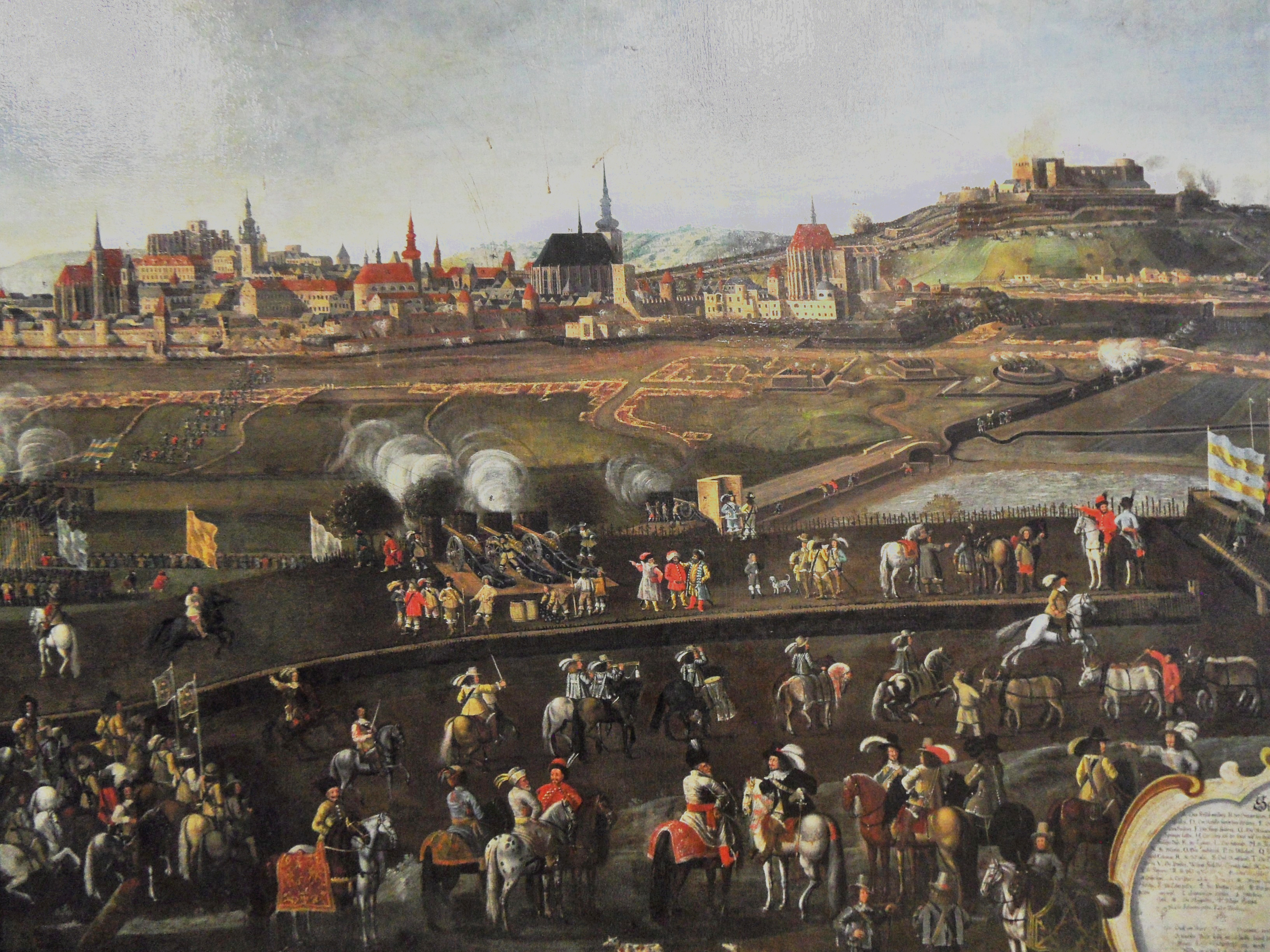
Asediul suedez nereușit al Brno, 1645